# أكسيم حلقي الهكسانون
أكسيم حلقي الهكسانون هو مركب عضوي صيغته C6H11NO ويوجد على هيئة صلب أبيض.
ينتمي المركب إلى مجموعة الأكسيمات الوظيفية.

## التحضير
يحضر المركب من تفاعل تكاثف بين مركبي حلقي الهكسانون وهيدروكسيلامين.
{\displaystyle {\ce {C5H10CO + H2NOH -> C5H10C=NOH + H2O}}}

## الخواص
يوجد المركب في الشروط القياسية على هيئة صلب أبيض، وهو ضعيف الانحلال في الماء. يتفكك المركب حرارياً بتفاعل ناشر للحرارة.

## الاستخدامات
إت التفاعل الأشهر لهذا المركب هو دخوله في تفاعل إعادة ترتيب بكمان من أجل الحصول على مركب كابرولاكتام المهم في صناعة النايلون:
ويستخدم حمض الكبريتيك في تحفيز العملية؛ أو باستخدام ركازات من الأحماض الصلبة.